# Viuuulentemente mia
Viuuulentemente mia è un film del 1982 diretto da Carlo Vanzina.

## Trama
La ricca Anna Tassotti Maloni è un evasore fiscale che, ricercata dalla polizia, è costretta a riparare fuori Italia. Durante il tragitto per l'aeroporto la sua vettura esce di strada a causa di un'auto della polizia  passata con il rosso senza sirene, guidata dall'imbranato agente Achille Cotone. L'uomo, ignaro di chi abbia di fronte, per scusarsi di aver provocato l'incidente si offre di accompagnarla all'aeroporto, e solo con l'arrivo di un suo superiore capisce di aver favorito la fuga della ricercata.
Achille riesce fortunosamente a scovare Anna in Spagna, trattenuta dalla polizia per mancanza di documenti, e inizia il suo lungo viaggio di recupero tra mille peripezie. Giunto a Ibiza con il suo superiore, viene facilmente convinto da Anna ad andare a pranzo al ristorante di un suo caro amico, che cerca di aiutarla mettendo del lassativo nel cibo dei due poliziotti (ottenendo però solo il ricovero del superiore di Cotone).
Achille si trova quindi a gestire la situazione da solo e, per ovviare allo sciopero dei controllori aerei, requisisce l'aviogetto privato di Anna per tornare in Italia. Le cattive condizioni meteo, però, fanno precipitare il velivolo in Corsica, da dove i due ripartono con uno yacht rubato all'ex di lei. Arrivati in Italia, Cotone riesce a consegnare Anna alle autorità, ma viene comunque spedito in Sardegna per i guai che ha combinato. Anna esce di galera e va a trovare Achille, di cui si è innamorata.